# Litoprosopus confligens
Litoprosopus confligens är en fjärilsart som beskrevs av Walker 1857. Litoprosopus confligens ingår i släktet Litoprosopus och familjen nattflyn. Inga underarter finns listade i Catalogue of Life.